# Réformes Bassanini
Les réformes Bassanini (également identifiées collectivement comme les lois Bassanini) désignent un certain nombre de mesures réglementaires de la République italienne, appelées ainsi parce qu'elles ont été principalement inspirées par le ministre de l'administration publique de l'époque, Franco Bassanini, concernant la réforme de l'administration publique et la simplification administrative. Elles ont été promulguées principalement sous le gouvernement Prodi I.

## Loi n° 59 du 15 mars 1997
Le premier règlement a été la loi n° 59 du 15 mars 1997, qui a introduit un certain nombre de principes :
- la simplification des procédures administratives et des contraintes bureaucratiques pesant sur les activités privées ;
- le fédéralisme administratif, c'est-à-dire la recherche d'une décentralisation maximale réalisable par le droit commun, sans modification de la Constitution ;
- l'introduction du principe de subsidiarité pour réaliser les intérêts collectifs.

La loi a délégué au gouvernement italien le pouvoir d'émettre des décrets délégués afin de développer une vaste activité d'innovation et de réforme de l'ensemble du système administratif italien, ainsi que de modifier
- le système des sources ;
- les structures du gouvernement de l'État
- les modes d'articulation entre l'État, les régions et le système d'autonomie locale.

Les principales caractéristiques de la réforme présentée sont les suivantes
1. redéfinir les relations et la répartition des compétences entre l'État, les régions et le système des autonomies locales, en poursuivant la décentralisation administrative en Italie.
2. de réformer, conformément au fédéralisme administratif à réaliser, la présidence du Conseil des ministres, les ministères et, en général, les organismes publics nationaux, en achevant le processus de réforme déjà entamé par la loi n° 400 du 23 août 1988 et repris sous le premier gouvernement Amato et le gouvernement Ciampi
3. achever les réformes des structures administratives primaires entamées au cours de la décennie précédente, et en particulier celles qui concernent les rapports entre la fonction publique, la structure et le rôle de la gestion publique, la formation des fonctionnaires et des gestionnaires de l'administration publique italienne et les parcours de sélection et de carrière qui y sont liés[1] ;
4. revoir l'organisation et le fonctionnement de certains domaines spécifiques des services publics et de la discipline publique de certains secteurs économiques, en visant également à lancer un transfert massif de fonctions entre l'État et les régions, ainsi que la privatisation et la délégation de certains secteurs précédemment caractérisés par une forte orientation publique ;
5. simplifier les procédures et les règles qui régissent l'activité administrative en général et l'organisation et le fonctionnement de l'administration publique italienne ;
6. réformer le système scolaire italien, en l'organisant sur la base d'un réseau d'établissements d'enseignement autonomes et en étendant à l'organisation scolaire la décentralisation de l'autonomie fonctionnelle déjà introduite pour les universités italiennes et pour les chambres de commerce.

## Loi n° 127 du 15 mai 1997 (Bassanini bis)
La loi n° 127/1997 accompagne la réforme de la décentralisation de celle de la simplification administrative, dans le but de redessiner l'organisation et le fonctionnement de l'administration publique, avec une référence particulière à l'administration locale.
La principale critique politique formulée à l'encontre de la loi Bassanini bis est que, contrairement à son objectif déclaré, elle a accru le degré de politisation de la bureaucratie locale des municipalités et des provinces, en particulier des personnes occupant des postes de direction : Selon les critiques, le fait que les postes de direction soient révocables à la discrétion des instances politiques dirigeantes, alors que la juridiction sur les relations de travail des employés publics locaux est laissée au juge civil ordinaire du travail, a largement contribué à affaiblir l'impartialité de la bureaucratie des autorités locales en encourageant la loyauté politique des gestionnaires.
En effet, dans la culture juridique appliquée par les juges civils du travail ordinaires, la vertu et l'impartialité de l'agent public ne trouvent pas facilement leur place en tant que catégorie juridique autonome, le droit civil du travail étant entièrement fondé sur les catégories simplistes de l'exécution ou de l'inexécution du contrat et sur l'importance principalement indemnitaire des positions subjectives. Cela entraîne raisonnablement, au niveau du jugement, une surévaluation de l'attitude d'obéissance à son supérieur et une considération purement "quantitative" de l'engagement pris par les fonctionnaires, avec une importance marginale conséquente des catégories d'évaluation "qualitatives" comme, par exemple, l'impartialité procédurale et la protection équitable des intérêts des usagers et des citoyens. (Il s'agit de la conséquence logique du caractère patrimonial-estimatif qui, selon l'article 1174 du code civil, constitue l'essence de toutes les obligations contractuelles prises en considération par le droit civil italien, de sorte que des biens incommensurables et qualitatifs tels que l'impartialité des fonctionnaires publics ou le contre-interrogatoire correct dans la procédure administrative, ou la motivation correcte de la conduite administrative, sont très peu susceptibles d'être "connaissables" en vertu du droit civil des contrats et du travail.). Ainsi, il est concevable que les gestionnaires municipaux soient en fait encouragés à se ranger du côté d'un parti politique (pas nécessairement homogène avec le gouvernement politique de la collectivité locale, étant donné que parfois les fonctionnaires peuvent eux-mêmes former une opposition interne compacte) comme seul moyen d'assurer leur carrière ou du moins leur position.
Les innovations de Bassanini bis concernent essentiellement
- la réforme des procédures (rationalisation) ;
- la réforme des bureaux (réorganisation) ;
- la délégation auprès du gouvernement italien pour la réforme des cursus universitaires[4].

## Loi n° 191 du 16 juin 1998 (Bassanini ter)
La loi contient des modifications et des compléments aux lois du 15 mars 1997, n° 59, et du 15 mai 1997, n° 127, ainsi que des règles relatives à la formation des employés et au travail à distance dans les administrations publiques. Le texte contient également des dispositions relatives aux constructions scolaires.
Les articles 3, 4 et 5 de la loi sont reproduits ici dans leur intégralité :
Art. 3. Dispositions relatives à la formation du personnel employé par les administrations publiques
1. Dans le cadre des initiatives d'innovation administrative, le Centre de formation et d'études (FORMEZ) peut rééchelonner les projets en cours financés par des ressources déjà allouées les années précédentes.
2. Les ressources financières allouées au FORMEZ pour le fonctionnement et la réalisation des activités institutionnelles, conformément au décret-loi n° 32 du 8 février 1995, converti par la loi n° 104 du 7 avril 1995, sont inscrites, à partir de l'exercice 1998, dans des unités de base spéciales à constituer dans l'estimation de la Présidence du Conseil des Ministres-Direction du Budget et des Services Administratifs et Techniques. Le ministre du Trésor, du Budget et de la Planification économique est autorisé à procéder par arrêté aux modifications budgétaires nécessaires, y compris dans le compte de résidus, et à nommer les nouvelles unités de base sur instruction du ministre de la Fonction publique et des Affaires régionales.
3. Dans le cadre des initiatives d'innovation administrative, FORMEZ peut opérer sur l'ensemble du territoire national à partir de l'exercice suivant celui en cours à la date d'entrée en vigueur de la présente loi. À cette fin, les objectifs de l'Institut seront redéfinis, y compris dans son statut, et les projets de formation à étendre à l'ensemble du territoire national et pour lesquels de nouveaux financements seront adéquats seront discutés dans les enceintes appropriées.
4. Les participants au cours de formation des cadres prévu par l'article 28 du décret législatif n° 29 du 3 février 1993 se verront attribuer, en fonction de la fréquentation du cours et selon les modalités prévues par les règles en vigueur pour le paiement des salaires, une bourse annuelle brute d'un montant égal à 60 % du salaire tabulaire et de l'indemnité spéciale complémentaire, dans les montants annuels bruts en vigueur au moment considéré, prévus par la convention collective nationale de travail du personnel de direction du secteur des ministères. Ce montant comprend également la contrepartie que les participants aux cours sont tenus de verser à la Scuola Superiore della Pubblica Amministrazione pour le service de restauration ou, le cas échéant, le service d'hébergement.
5. A l'article 43, alinéa 5, dernière phrase, de la loi n° 449 du 27 décembre 1997, le mot : "technique" est supprimé.
Art. 4. Télétravail
1. En vue de rationaliser l'organisation du travail et de réaliser des économies de gestion par une utilisation flexible des ressources humaines, les administrations publiques visées à l'article 1er, paragraphe 2, du décret législatif n° 29 du 3 février 1993 peuvent recourir à des formes de travail à distance. A cet effet, ils peuvent installer, dans la limite de leurs disponibilités budgétaires, le matériel informatique et les liaisons téléphoniques et télématiques nécessaires et autoriser leurs employés à travailler dans un lieu autre que leur lieu de travail, pour le même montant de salaire, sous réserve de la détermination des modalités de vérification de l'exécution du travail.
2. Les employés peuvent être réintégrés à leur lieu de travail initial sur demande.
3. Les modalités d'organisation pour la mise en œuvre du paragraphe 1 du présent article, y compris les modalités de vérification de l'accomplissement des travaux, et l'éventuelle abrogation des règles incompatibles, seront réglées par un règlement à prendre en vertu de l'article 17, paragraphe 2, de la loi 400 du 23 août 1988, sur proposition du président du Conseil des ministres, après consultation de l'Autorité pour l'informatique dans l'administration publique, dans un délai de 120 jours à compter de la date d'entrée en vigueur de la présente loi. Les différentes administrations adaptent leurs propres réglementations et adoptent des mesures organisationnelles visant à atteindre les objectifs énoncés dans le présent article.
4. Les régions et les provinces autonomes de Trente et de Bolzano adoptent leurs propres lois sur les questions visées au présent article.
5. La négociation collective, en ce qui concerne les différents types de travail à distance, adapte les dispositions économiques et réglementaires régissant la relation de travail des salariés concernés à la nature spécifique du service. Des formes expérimentales de télétravail peuvent en tout cas être mises en place par les administrations concernées, après avoir entendu les syndicats les plus représentatifs et l'Autorité pour les technologies de l'information dans l'administration publique, et en informer la Présidence du Conseil des ministres - Département de la fonction publique.
Art. 5. Dispositions relatives aux bâtiments scolaires
1. À partir de l'année 1998, le Ministère de l'Intérieur prévoit le transfert des montants dus par les communes aux provinces conformément à l'article 9, paragraphe 4, de la loi n° 23 du 11 janvier 1996, en réduisant et en augmentant les contributions respectives de l'Etat sur la base des certifications produites par les autorités locales concernées ou sur la base des données résultant des décrets ministériels visés à l'article 9, paragraphe 2, de la loi n° 23 de 1996 précitée. Pour la seule année 1998, sont prises en compte les sommes déjà transférées par les communes aux provinces et les dépenses engagées par les communes en attendant la conclusion des accords prévus par la loi n° 23 de 1996. Si les collectivités locales ne transmettent pas les certifications, le ministère de l'Intérieur procède, à partir du 1er septembre 1998, aux transferts sur la base des données résultant des arrêtés ministériels précités et, pour la seule année 1998, à hauteur de 33 % des données financières résultant des mêmes arrêtés.
2. Afin de financer les dépenses supplémentaires résultant de l'application de la loi n° 23 de 1996, une dépense supplémentaire de 38,457 milliards de lires est autorisée pour les provinces pour l'année 1998. Il est pourvu à la dépense par une réduction correspondante du crédit inscrit, pour les besoins du budget triennal 1998-2000, à l'unité de base du compte courant "Fonds spécial" du budget du ministère du Trésor, du Budget et de la Planification économique pour l'exercice 1998, aux fins d'utiliser partiellement le crédit relatif au ministère de l'Intérieur. Le ministère de l'Intérieur prévoit la répartition au prorata du total provincial des dépenses courantes moyennes de chaque commune, telles que déterminées par les arrêtés ministériels d'application visés au paragraphe 1.
3. En attendant la conclusion des accords prévus par la loi n° 23 de 1996, les sommes correspondant aux dépenses engagées en 1998 par l'État et par d'autres organismes que ceux visés au paragraphe 1 sont déduites de celles à transférer aux provinces en vertu desdits accords. À partir du 1er janvier 1999, le ministère de l'Intérieur transfère les sommes aux provinces sur la base des conventions et, à défaut, sur la base des données financières résultant de l'arrêté ministériel visé à l'article 9, paragraphe 3, de la loi n° 23 de 1996 précitée. Les sommes concernées sont déduites des dotations budgétaires du ministère de l'éducation et augmentées des dotations budgétaires du ministère de l'intérieur.

## Loi n° 50 du 8 mars 1999 (Bassanini quater)
Cette loi représentait la première tentative de réforme organique de la fonction de président du Conseil des ministres, de la structure du Conseil des ministres et de l'organisation des ministères. Cette mesure a défini une nouvelle structure de l'organisation ministérielle, qui s'oriente dans trois directions différentes:
1. l'appareil ministériel est réduit : les ministères deviennent douze ; le personnel est regroupé dans une seule fonction, de manière à assurer sa mobilité ; le principe de la flexibilité de l'organisation est établi, établissant - à l'exception du nombre, du nom, des fonctions des ministères et du nombre de leurs unités de commandement - une large délégation en la matière
2. dans une perspective polycentrique, douze agences gouvernementales ont été créées avec des fonctions technico-opérationnelles nécessitant un professionnalisme particulier et des connaissances spécialisées, ainsi que des méthodes d'organisation du travail spécifiques
3. les bureaux périphériques de l'administration de l'État ont été concentrés avec la création des offices territoriaux du gouvernement (UTG), qui ont absorbé les préfectures.

Les 12 ministères envisagés étaient :
1. le ministère des Affaires étrangères, chargé des relations internationales
2. le ministère de l'Intérieur, qui a des responsabilités différenciées : protection de la sécurité publique, protection civile, citoyenneté et immigration, fonctionnement des autorités locales
3. le ministère de la Justice, qui s'occupe principalement de l'administration des organes judiciaires, et qui exerce également les fonctions de garde des Sceaux.
4. le ministère de la Défense, qui est responsable de la gestion des forces armées
5. le ministère de l'Économie et des Finances, qui est essentiellement responsable de la politique de gestion des dépenses, du budget et de la fiscalité, ainsi que des recettes financières de l'État
6. le ministère des Activités productives, qui est chargé de l'industrie, du commerce et de l'artisanat, des relations commerciales extérieures, des communications et du tourisme
7. le ministère des Politiques agricoles et forestières', qui exerce des compétences dans le domaine de l'agriculture, de la transformation agroalimentaire, de la gestion des forêts et de la pêche, tant au niveau national qu'européen
8. le ministère de l'Environnement et de la Protection du territoire, qui veille à la promotion, à la conservation et à la restauration de l'environnement et du patrimoine naturel national
9. le ministère des Infrastructures et des Transports, qui s'occupe de la politique des infrastructures et gère et organise le système de transport
10. le ministère du Travail, de la Santé et des Politiques sociales, qui est responsable du travail, de la sécurité sociale, de la protection de la santé et de la coordination des services de santé régionaux
11. le ministère de l'Éducation, de l'Enseignement supérieur et de la Recherche, qui administre le système d'enseignement scolaire public, le système d'enseignement universitaire public et la recherche scientifique et technologique.
12. le ministère pour les Biens et Activités culturels, qui assure la protection, la promotion et la mise en valeur du patrimoine et des activités culturelles

Les 12 agences envisagées étaient :
1. Agence de protection civile (Intérieur)
2. Agence des recettes (Économie et Finances)
3. Agence des douanes (Économie et Finances)
4. Agence du territoire (économie et Finances)
5. Agence des biens de l'État (Économie et Finances)
6. Agence des industries de la défense (Défense)
7. Agence pour la réglementation et le contrôle technique (Activités productives)
8. Office de la propriété industrielle (Activités productives)
9. Agence de protection de l'environnement et des services techniques (Environnement et Protection du territoire)
10. Agence des transports terrestres et des infrastructures (Infrastructures et Transports)
11. Agence pour la formation professionnelle et l'éducation (Travail, Santé et Politiques sociales / Éducation, Enseignement supérieur et Recherche)
12. Agence de la fonction publique (Présidence du Conseil des ministres)

La réforme devait entrer en vigueur avec la 14e législature, mais n'a jamais été pleinement appliquée, car le 2e gouvernement Berlusconi l'a modifiée dès son entrée en fonction. Les ministères se sont multipliés et seules certaines agences ont été créées : l'Agence de protection civile, qui a été supprimée et fusionnée avec l'ancien département de la protection civile, les agences du ministère de l'économie (Agence des recettes, Agence des douanes, Agence foncière, Agence des biens de l'État), créées en 1999, par dérogation à l'entrée en vigueur générale de la réforme Bassanini en 2001, l'Agence pour la protection de l'environnement et les services techniques (Agenzia per la Protezione dell'Ambiente e per i servizi Tecnici - APAT) et l'Agence des industries de la défense, créée en 2001.

### Règlements organisationnels
À la lumière du nouveau cadre juridique, de nouveaux règlements organisationnels ont été adoptés au sein des différents ministères.
| Ministère                                              | Règlement |
| ------------------------------------------------------ | --- |
| Education                                              | Décret présidentiel 347/2000 |
| Santé                                                  | Décret présidentiel 435/2000 |
| Patrimoine culturel                                    | Décret présidentiel 441/2000 |
| Politiques agricoles                                   | Décret présidentiel 450/2000 |
| Justice                                                | Décret présidentiel 55/2001 |
| Économie et finances (cfr. Décret législatif 173/2003) | - Finance: Décret présidentiel 121/2001, Décret présidentiel 107/2001 - Trésor, budget et planification économique: Décret présidentiel 38/1998, Décret présidentiel 154/1998, 147/2001, Décret présidentiel 451/2001 - Économie et finances: - Décret présidentiel 227/2003 - Décret présidentiel 43/2008 - Décret présidentiel 67/2013 - Décret présidentiel 103/2019 |
| Activités productives                                  | Décret présidentiel 175/2001 |
| Travail, santé et politiques sociales                  | Décret présidentiel 176/2001 |
| Infrastructure                                         | Décret présidentiel 177/2001 |
| Environnement                                          | Décret présidentiel 178/2001 |
| Affaires étrangères                                    | (Décret présidentiel 18/1967) Décret présidentiel 233/2001 |
| Intérieur                                              | Décret présidentiel 398/2001 |
| Défense                                                | (Décret présidentiel 1478/1965), Décret présidentiel 145/2009 |

## Source
- (it) Cet article est partiellement ou en totalité issu de l’article de Wikipédia en italien intitulé « Leggi Bassanini » (voir la liste des auteurs).